# The Best of George Harrison
| 평가 점수                     | 평가 점수 |
| 출처                          | 점수      |
| ----------------------------- | --------- |
| AllMusic                      | [ 1 ]     |
| Blender                       | [ 2 ]     |
| Christgau's Record Guide      | B−        |
| Encyclopedia of Popular Music | [ 4 ]     |
| MusicHound Rock               | 3/5       |
| The Rolling Stone Album Guide | [ 6 ]     |
| Uncut                         | [ 7 ]     |

《The Best of George Harrison》은 영국의 음악가 조지 해리슨의 1976년 컴필레이션 음반으로, EMI 계열의 애플 레코드 계약이 만료됨에 따라 발매되었다. 사후 컴필레이션과 별도로 비틀즈의 모든 솔로 음반 중 독특하게, 한 쪽에는 비틀즈와 녹음된 아티스트의 곡들을 혼합하고, 다른 쪽에는 자신의 이름으로 녹음된 히트곡들을 혼합한다.
이 곡은 해리슨의 1970년~1975년 동안의 솔로 업적을 과소평가했기 때문에 약간의 논란을 일으켰는데, 해리슨은 대부분의 기간 동안 예술적으로나 상업적으로나 가장 성공적인 전 비틀즈로 여겨졌다. 음악 평론가들은 또한 해리슨의 인도 음악 작곡의 누락으로 인해 비틀즈의 작품에 대한 해리슨의 기여에 대한 충실한 그림을 제공하지 못했다고 지적했다. EMI와 미국 자회사인 캐피틀 레코드에 의해 계산된 움직임으로, 이 컴필레이션은 해리슨이 워너 배급 다크 호스 레이블인 《Thirty Three & 1/3》에서 데뷔한 것과 같은 달 동안 발행되었다.
미국에서 조지 해리슨은 빌보드 200 차트에서 31위로 정점을 찍었고 1977년 2월 미국 음반 산업 협회에 의해 골드 인증을 받았다. 이 음반은 영국 차트 60위 안에 들지 못했다. 이 음반은 세 개의 히트곡 위주의 해리슨 컴필레이션 음반 중 첫 번째 음반이며, 《Best of Dark Horse 1976–1989》과 조지 해리슨의 사후 발매된 《Let It Roll: Songs by George Harrison》가 뒤를 이었다. 이 음반은 캐피톨이 자체 제작하여 1976년 국제적으로 대부분의 영토에서 사용된 디자인이 아닌, 1987년 오리지널 영국 발매의 커버 아트를 특징으로 하는 CD로 발행되었다. 이 컴필레이션은 1987년 발매 이후 아직 리마스터되지 않았다.

## 배경
1976년 12월, 《멜로디 메이커》의 레이 콜먼은 비틀즈의 음반으로 "수백만 파운드"를 벌어들인 EMI가 조지 해리슨의 데뷔 음반인 다크 호스 레코드를 배포한 지 며칠 안에 《The Best of George Harrison》을 내놓아야 한다는 것은 "어쩐지 아이러니한 일"이라고 말했다. 이 컴필레이션은 1971년 8월 이후 해리슨이 불만을 품은 회사인 EMI의 미국 캐피틀 레코드에 의해 선동되었는데, 작가 앨런 클레이슨이 《The Concert for Bangladesh》 음반 발매에 대해 묘사한 "욕심스러운 비뚤어짐"으로 인해 해리슨이 불만을 키운 회사이다. 동파키스탄 난민들을 위해 꼭 필요한 자금을 마련하기 위해 캐피틀이 라이브 음반을 원가에 배포하도록 강요하는 마지막 노력으로 해리슨은 이 문제를 공개적으로 드러냈고 음반사를 당혹스럽게 했다.
1976년 1월 26일, EMI/캐피틀과의 모든 비틀즈의 계약이 만료되었고, 폴 매카트니만이 캐피틀과 재계약을 선택했다. 두 음반사는 이제 아티스트의 승인 없이 밴드의 백 카탈로그에 수록된 곡들과 매카트니의 솔로 작품을 제외한 개별 멤버들의 곡을 담은 음반을 자유롭게 라이선스할 수 있게 되었다. 그해 2월 EMI가 비틀즈 영국 싱글 카탈로그 전체를 재발행한 후, 캐피틀의 새로운 편곡 아래 첫 번째 모험은 동반 싱글과 함께 더블 음반 컴필레이션인 《Rock 'n' Roll Music》을 발매하는 것이었다. 1976년 6월에 발행된 《Rock 'n' Roll Music》은 비틀즈의 활동 기간 동안 이전에 발매된 28개의 트랙을 포함하고 있다. 존 레논과 링고 스타는 둘 다 컴필레이션의 운영 순서, 1967년 이전 밴드의 로열티 비율로의 회귀, 그리고 캐피틀의 "크랩하우스" 패키지에 불만을 표현했다. 음반사가 "음원 사업 역사상 가장 큰 판매 캠페인"을 약속한 후, 음반은 상업적 성공을 거두었다.

## 커버 아트
이 음반의 북미 버전과 영국 버전은 다른 커버로 발매되었다. 미국과 캐나다에서, 앞면과 뒷면 커버에는 우주의 이미지에 대항하는 해리슨의 작은 흑백 사진이 있었고, 캐피틀의 로이 코하라는 《Extra Texture》와 레논과 스타 컴필레이션에 참여했었고, 삽화는 마이클 브라이언의 작품이었다. 로버트 로드리게스는 이 소매 선택을 "이상한" 것으로 묘사하고, 시대에 뒤떨어지고 "좀 더 우울해 보이는" 해리슨의 이미지를 사용했다고 언급한다.

영국판에는 해리슨이 골동품 자동차 앞에 앉아 있는 모습을 담은 밥 카토의 컬러 사진이 실렸고, 포장의 아트 디렉션은 크림 디자인으로 인정받았다. 이 음반의 국제 CD 발매는 후자의 커버를 사용한다. 영국 오리지널 LP의 안쪽 소매에는 마이클 퍼틀랜드의 사진이 들어 있었는데, 해리슨이 1976년 1월 미뎀 음악 산업 무역 박람회에 참석하고 있던 칸의 겨울 해변에서 찍은 사진이 들어 있었다. 세 번째 전면 커버 옵션은 해리슨의 1968년 화이트 앨범 초상화를 재현한 1980년대 MFP의 예산 재발행과 함께 나왔다.

## 곡 목록
모든 곡들은 조지 해리슨에 의해 작사/작곡하였다.
Side one
모든 트랙은 비틀즈가 연주하고 조지 마틴이 프로듀싱했으며, 6번 트랙은 필 스펙터가 프로듀싱했다.
| #  | 제목                             | 음반                     | 재생 시간 |
| -- | -------------------------------- | ------------------------ | --------- |
| 1. | 〈Something〉                    | 《Abbey Road》 (1969년)  | 3:01      |
| 2. | 〈If I Needed Someone〉          | 《Rubber Soul》 (1965년) | 2:22      |
| 3. | 〈Here Comes the Sun〉           | 《Abbey Road》           | 3:05      |
| 4. | 〈Taxman〉                       | 《Revolver》 (1966년)    | 2:37      |
| 5. | 〈Think for Yourself〉           | 《Rubber Soul》          | 2:18      |
| 6. | 〈For You Blue〉                 | 《Let It Be》 (1970년)   | 2:31      |
| 7. | 〈While My Guitar Gently Weeps〉 | 《The Beatles》 (1968년) | 4:45      |

Side two
모든 트랙은 조지 해리슨이 연주하고 필 스펙터가 프로듀싱했다.
| #  | 제목                                      | 음반                                           | 재생 시간 |
| -- | ----------------------------------------- | ---------------------------------------------- | --------- |
| 1. | 〈My Sweet Lord〉                         | 《All Things Must Pass》 (1970년)              | 4:38      |
| 2. | 〈Give Me Love (Give Me Peace on Earth)〉 | 《Living in the Material World》 (1973년)      | 3:35      |
| 3. | 〈You〉                                   | 《Extra Texture (Read All About It)》 (1975년) | 3:41      |
| 4. | 〈Bangla Desh〉                           | 비음반 싱글 (1971년)                           | 3:57      |
| 5. | 〈Dark Horse〉                            | 《Dark Horse》 (1974년)                        | 3:53      |
| 6. | 〈What Is Life〉                          | 《All Things Must Pass》                       | 4:17      |

## 인증
| 국가        | 인증 |
| ----------- | ---- |
| 영국 (BPI)  | 골드 |
| 미국 (RIAA) | 골드 |